# Давидешти (Васлуј)
Давидешти (рум. Davidești) насеље је у Румунији у округу Васлуј у општини Падурени. Oпштина се налази на надморској висини од 98 m.

## Становништво
Према подацима из 2002. године у насељу је живело 258 становника, од којих су сви румунске националности.